# William Moseley
William Peter Moseley, angleški filmski igralec, * 27. april 1987, Sheepscombe, Anglija.
Trenutno najbolj znana njegova vloga je lik Peter Pevensie iz filmov o Zgodbah iz Narnije. Pred tem je imel stransko vlogo v Goodbye Mr. Chips in Cider with Rosie (1998). Moseley je bil rojen v Sheepscombeju, Gloucestershire, kot sin Petra Moseleyja in Julliette Moseley (rojene Fleming). Ima mlajšo sestro in mlajšega brata: Daisy (roj. 1989) in Benjamina (roj. 1992).
Od septembra 1991 do julija 1998 se je šolal na Sheepscombe Primary School, potem pa na Wycliffe College in Marling School.

## Nagrade
| Leto | Nagrada                        | Ime nagrade                     |
| ---- | ------------------------------ | ------------------------------- |
| 2008 | Najljubša moška filmska zvezda | Nickelodeon Kids' Choice Awards |

## Nominacije
- 2006: Best Performance za Younger Actor iz Saturn Awards, ZDA
- 2006: Best Performance v Feature Film (Komedija ali drama) - Leading Young Actor iz Young Artist Awards